# 蔡中孚
蔡中孚（1462年—？），字信之，號玉泉，浙江湖州府德清縣人，官籍，明朝政治人物。

## 生平
弘治八年（1495年）乙卯科浙江鄉試第三十五名舉人。弘治九年（1496年）聯捷丙辰科會試第二百五十四名，二甲第八十三名進士。选授福建道監察御史，出按四川，旌贼望风解散。甲子主属试，得人为盛。轉大理寺右寺丞，出勘山西藩王府事。转右丞，以亢直左迁，累官貴州按察司僉事。著有《粹玉山房集》、《餘溪對影编》等。

## 家族
曾祖蔡文浩；祖父蔡元愷；父蔡繩，副千戶。母夏氏。具庆下。